# Gare de Bruxelles-Luxembourg
Pour les articles homonymes, voir Gare de Luxembourg (homonymie) et Luxembourg (homonymie).
La gare de Bruxelles-Luxembourg (en néerlandais : station Brussel-Luxemburg), anciennement dite notamment « Bruxelles Quartier-Léopold », est une gare ferroviaire belge des lignes 161 (de Schaerbeek à Namur) et 161A (de Y Cinquantenaire à Watermael) située à Ixelles, place du Luxembourg, près de l'Espace Léopold du Parlement européen, dans le quartier Léopold de la ville de Bruxelles.
La gare d'origine, due à l'architecte Gustave Saintenoy, est mise en service en 1854 par la Grande compagnie du Luxembourg (GL). Profondément remaniée, la nouvelle gare est inaugurée en 2009. C'est une gare souterraine qui dispose d'une entrée spécifique, de style postmoderne. À côté, l'ancien bâtiment voyageurs classé monument en 1991 fut réaffecté en bureau d'information du Parlement européen jusqu'en 2016 et abrite aujourd'hui un de ses deux points d'accueil, la Station Europe. Les visiteurs y trouvent des supports interactifs, telle une imposante maquette du campus en réalité augmentée, proposant des informations sur les bâtiments du Parlement, son histoire et les personnalités qui y ont été accueillies.
Gare de la Société nationale des chemins de fer belges (SNCB), elle est desservie par des trains InterCity (IC), d'heure de pointe (P) et suburbains (S).

## Situation ferroviaire
Établie en souterrain la gare de Bruxelles-Luxembourg est située au point kilométrique (PK) 5,260 de la ligne 161, de Schaerbeek à Namur entre les gares de Bruxelles-Schuman et d'Etterbeek. Elle est également l'origine, au PK 2,200 de la ligne 161A, de Bruxelles-Luxembourg à Watermael, entre les gares de Bruxelles-Schuman et Germoir.

## Histoire
Avant la création de la gare, on note en 1838 le début de la construction du quartier Léopold, conçu par l'architecte Tilman-François Suys, et en 1846, l'accord donné par arrêté royal à une société anglaise, la Grande compagnie du Luxembourg (GCL ou GL), pour la concession d'une ligne de chemin de fer reliant Bruxelles au Grand-Duché de Luxembourg.
Les travaux commencent en 1846 sous la direction de l'architecte Gustave Saintenoy (1832-1892) sur un terrain des Hospices. Le bâtiment voyageurs, encore présent sur la place, est construit en 1854-1855 mais Saintenoy n'a pas pu terminer son projet complètement à cause d'irrégularités de gestion de la Grande Compagnie du Luxembourg ayant entraîné des problèmes financiers et même judiciaires : il avait imaginé des ailes à son bâtiment central, mais celles-ci ne furent jamais construites.

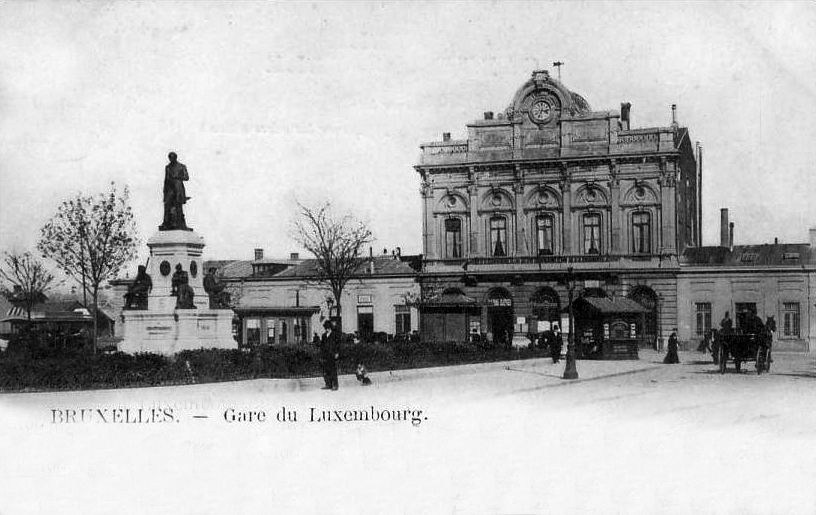
La gare vers 1900.
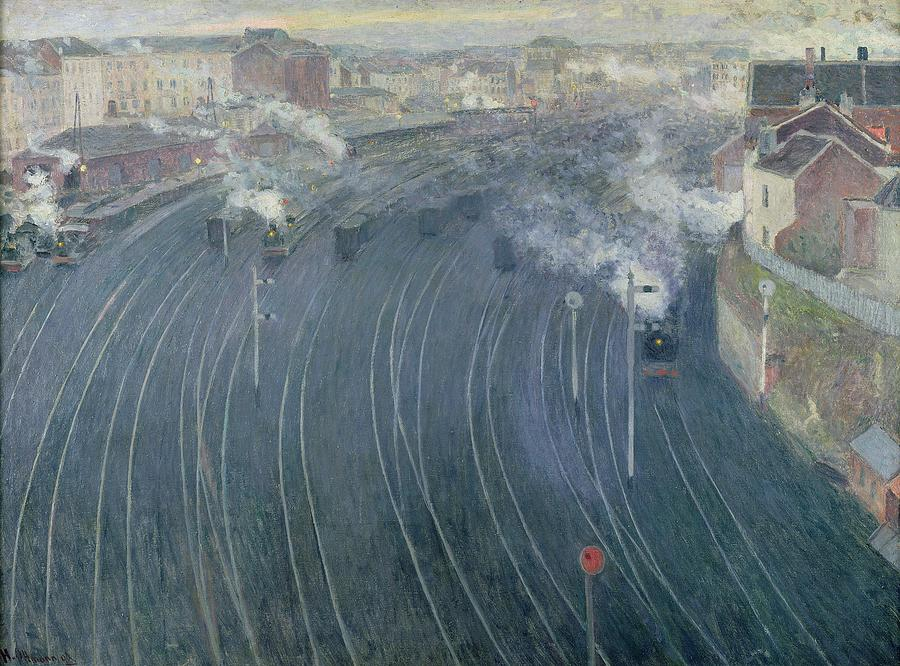
Vue de la gare du Luxembourg à Bruxelles, tableau de Henry Ottmann, 1903.

La gare, dite « station Luxembourg » ou gare du quartier Léopold, est mise en service le 23 août 1854 par la Grande compagnie du Luxembourg (nationalisée en 1873), lorsqu'elle ouvre à l'exploitation la première section de sa ligne de la ligne Bruxelles-Luxembourg ouverte dans son intégralité en 1858. Elle est modifiée en 1902[source insuffisante].
Outre la gare des voyageurs et la cour à marchandises, où s'effectuait le déchargement de marchandises diverses, notamment du charbon, la gare du Quartier Léopold abritait le dépôt de locomotives de la GCL ainsi que des ateliers de réparation pour le matériel ferroviaire. Après la reprise de la GCL par l’État, les Chemins de fer de l'État belge continuèrent à utiliser le dépôt et l'atelier de réparation des locomotives mais, afin de libérer de la place pour les installations des voyageurs, l'atelier des locomotives déménagea à Salzinnes (près de Namur), en 1904 ; le dépôt des locomotives disparut[Quand ?] (par fusion avec le grand dépôt de Schaerbeek) tandis que toutes les activités de déchargement des grosses marchandises (notamment le charbon) devaient déménager vers la gare d'Etterbeek-Cinquantenaire, située sur la ligne 26 (qui ne sera mise en service qu'après la Première Guerre mondiale).
En 1927, une gare latérale est réalisée sur une partie de la cour à marchandises pour la compagnie du chemin de fer électrique de Bruxelles-Tervueren. Fermée en 1958, elle ensuite démolie[Quand ?].
En 1990, le bâtiment de Saintenoy est menacé par la construction de l'Espace Léopold, complexe de bâtiments du Parlement européen à Bruxelles. Il est sauvé de la démolition par un classement au titre des monuments historiques en date du 21 novembre 1991, intégré à l'Espace Léopold et transformé en un bureau d'information du Parlement européen (Information Office in Belgium) et un lieu d'expositions. En 2016, ce bâtiment connaît de nouvelles transformations afin d'abriter la Station Europe, point d'accueil du Parlement européen. Par contre, les anciens quais, situés plus bas que la place du Luxembourg et surmontés de marquises d'esprit 1900, sont détruits durant les années 1990 pour permettre la création d'une nouvelle gare souterraine.
Après cinq années de travaux, pour un coût de 45 millions d'euros, la nouvelle gare renommée officiellement « gare de Bruxelles-Luxembourg » le 28 mai 2000, est inaugurée le 14 janvier 2009. Son aménagement est axé sur la technologie et la sécurité, mais c'est aussi une gare prévue pour les personnes à mobilité réduite. Lors de l'inauguration, on dévoila une fresque monumentale, réalisée à partir d'un dessin de 1932 signé Hergé, qui orne l'entrée, située un peu en retrait de la place sur la rue de Trèves.

## Service des voyageurs

### Accueil

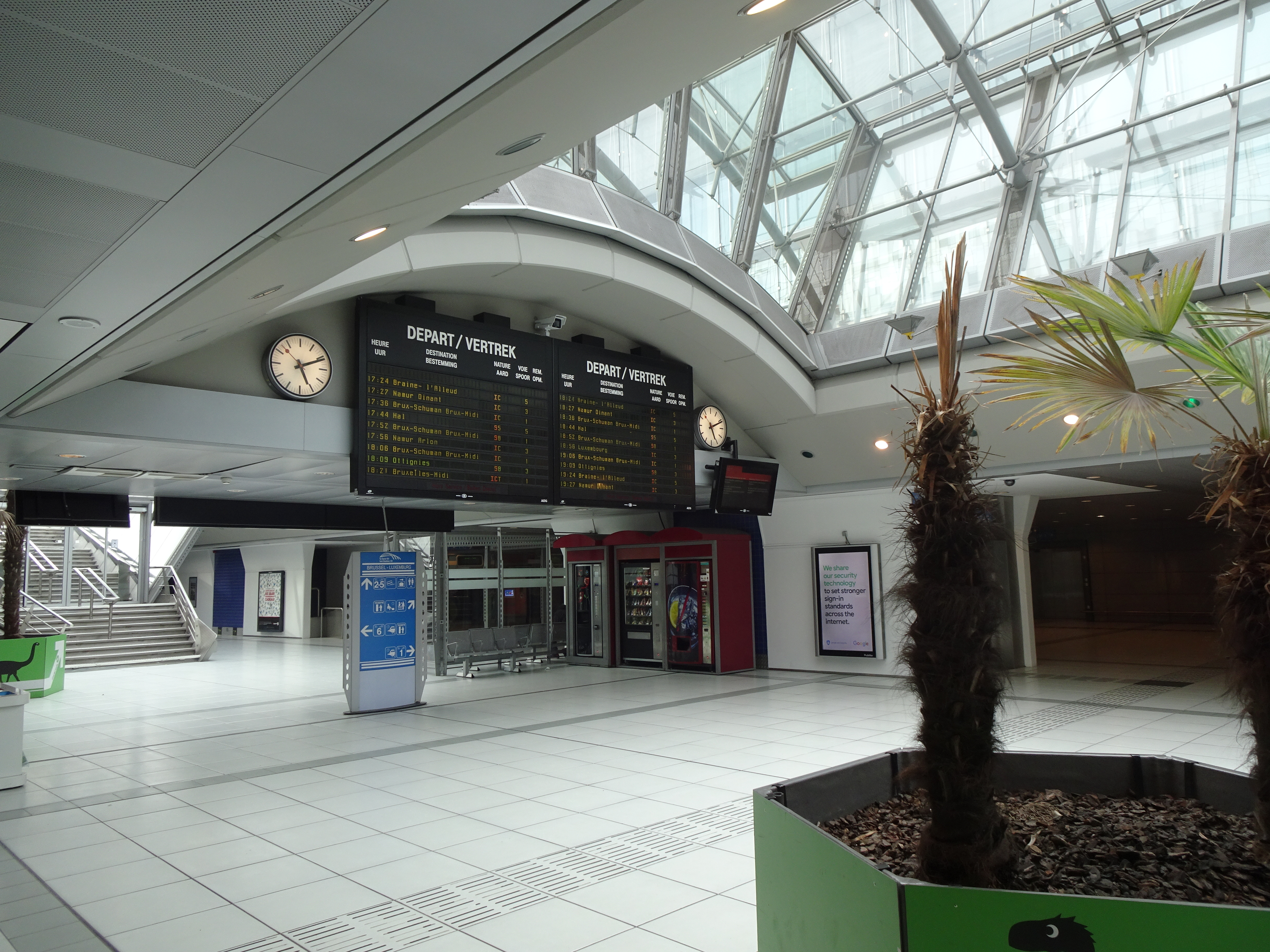
Hall de la gare souterraine.

Gare SNCB, elle dispose d'une entrée par le bâtiment József Antall situé le long de la rue de Trèves, à quelques dizaines de mètres de l'ancien bâtiment voyageurs. Elle est équipée d'installations voyageurs (en souterrain), avec guichets, ouvert tous les jours, d'automates pour l'achat de titres de transport et d'une consigne automatique pour les bagages. Des aménagements, équipements et un service sont à la disposition des personnes à mobilité réduite. Un buffet, accessible les jours ouvrables, est installé en gare.

### Desserte

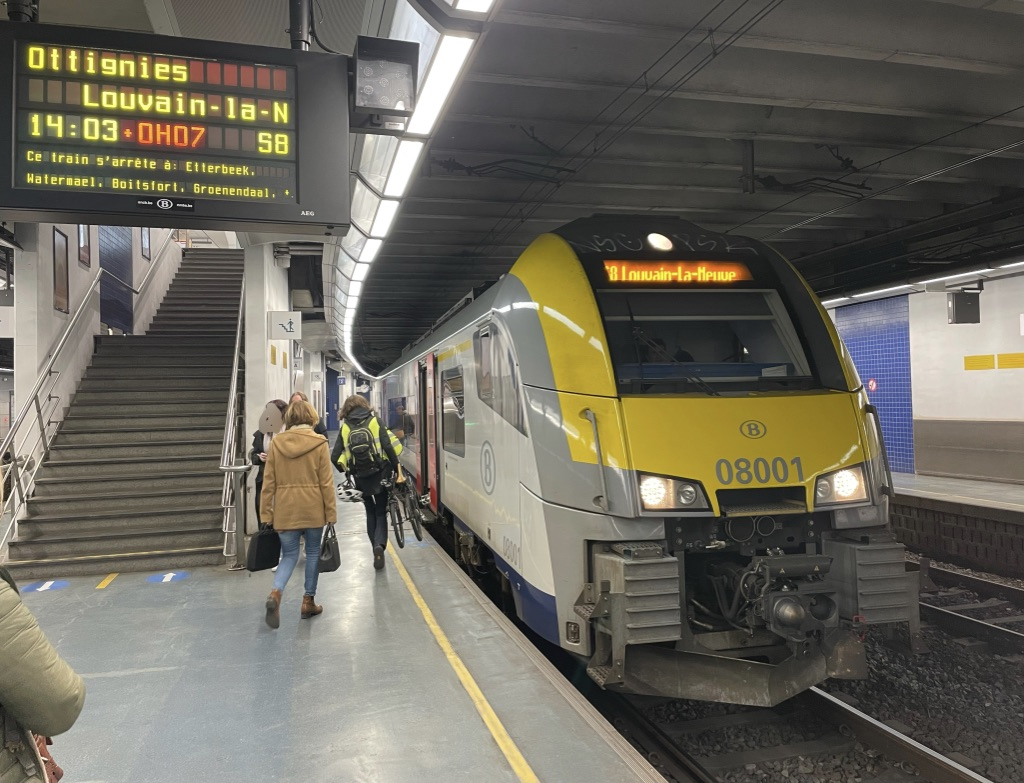
Passagers entrant dans un train S8 en gare.

Bruxelles-Luxembourg est desservie par de nombreux trains InterCity (IC) et Suburbains (S) ainsi que par quelques trains d'Heure de pointe (P) à longues distances,.

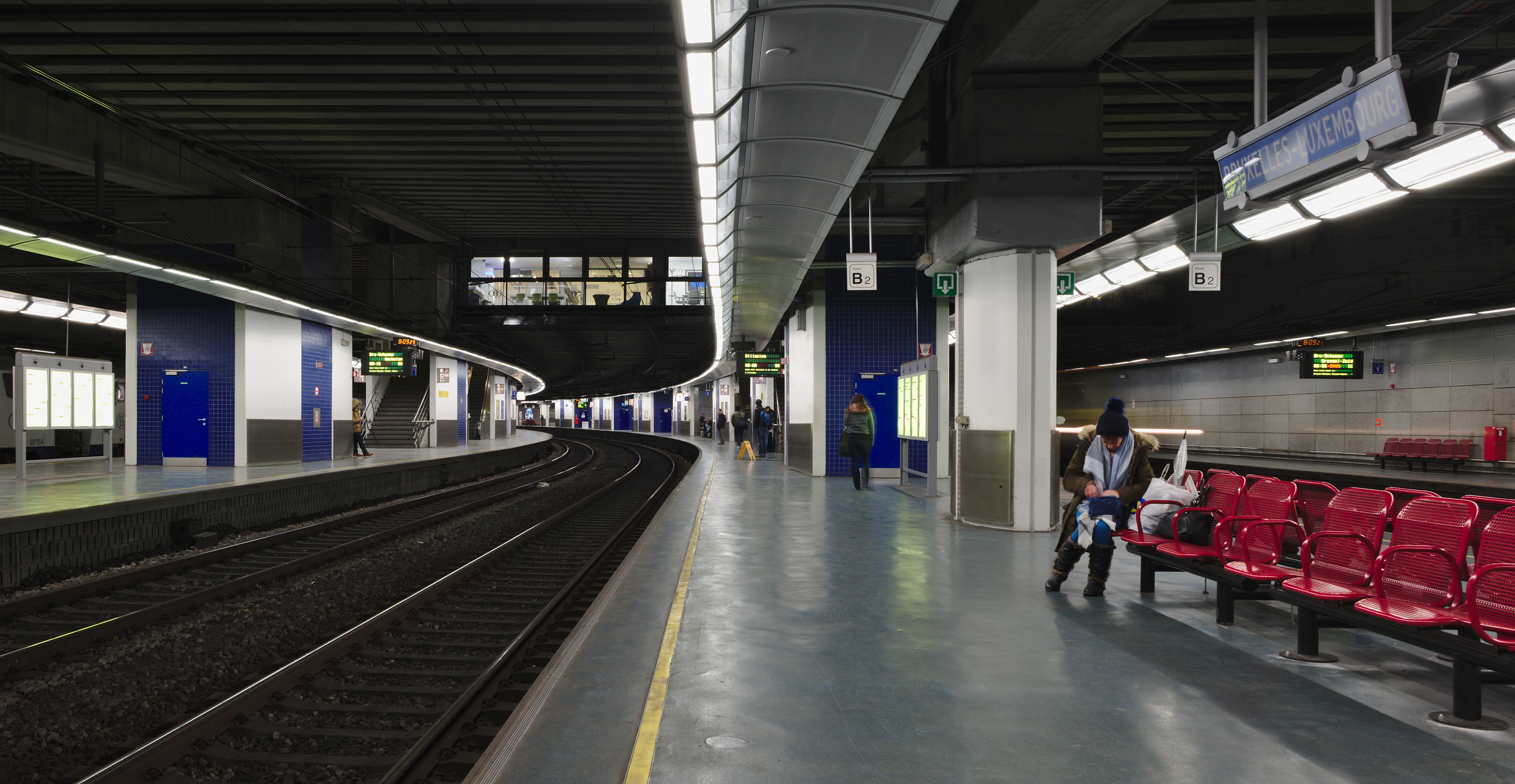
Quai de gare

- deux fois par heure par des trains InterCity (périurbains) entre l'aéroport de Bruxelles-Zaventem d'une part (cadencement à la demi-heure), Dinant IC-17 et Charleroi (S19) d'autre part. La desserte vers Dinant se dirige vers Bruxelles-Midi les weekends tandis que l'autre se fait entre Louvain, l'aéroport et Nivelles.
- Quai de garedeux fois par heure par des trains InterCity (périurbains) entre la jonction nord-midi d'une part (cadencement à la demi-heure), Luxembourg (IC-16) et Liège-Saint-Lambert via Namur (IC-18) d'autre part; La fréquence des trains intercity est globalement doublée par des trains de renfort en heure de pointe (trains "P" vers Namur et Rochefort-Jemelle). Les trains de et vers Liège-Saint-Lambert, qui ne circulent qu'en semaine, sont prolongés deux fois par jour entre Bruxelles-Midi et Tournai

- une vers Malines d'une part et Hal, et Enghien et Grammont de l'autre (cadencement à l'heure) (cadencement à la demi-heure) prolongé vers Grammont une fois par heure, formant la relation S5 du RER bruxellois.
- une fois vers Louvain et Landen d'une part et Braine-l’Alleud, formant la relation S9 du RER bruxellois. Ne circule pas les weekends.
- une fois vers Alost d'une part et Malines, via Delta, formant la relation S4 du RER bruxellois. Ne circule pas les weekends.
- une fois de Bruxelles-Luxembourg à Vilvorde, via Delta formant la relation S7 du RER bruxellois. Ne circule pas les weekends.
- deux fois entre La jonction nord-midi d'une part (cadencement à la demi-heure) et Ottignies ou Louvain-la-Neuve de l'autre, formant la relation S8 du RER bruxellois. En semaine, un train S8 par heure est prolongé de Bruxelles-Midi à Zottegem et la fréquence est augmentée aux heures de pointe via une relation S81 initiée en gare de Schaerbeek (en raison de la saturation de la jonction nord-midi). Cette relation de renfort ne marque par ailleurs pas les arrêts les moins fréquentés entre Bruxelles et Ottignies.
- Les weekends et jours fériés, il existe deux paires de trains touristiques (ICT) entre Bruxelles-Midi et Wavre pour la desserte de Walibi.
- Le dimanche soir, trois trains supplémentaires (P) pour les étudiants ont été mis en place. Le premier circule entre Arlon et Bruxelles-Midi tandis que les deux autres relient Binche ou Mouscron à Louvain-la-Neuve.

### Intermodalité
Un parc pour les vélos y est aménagé. Elle est desservie par des bus, du réseau des autobus de Bruxelles (lignes 12, 21, 27, 34, 38, 64, 80 et 95) et de la société régionale wallonne du transport (TEC) (ligne E).

## Comptage voyageurs
Ce graphique et tableau montre le nombre de voyageurs embarquant en moyenne durant la semaine, le samedi et le dimanche.
| Nombre de passagers qui embarquent à la gare de Bruxelles-Luxembourg | Nombre de passagers qui embarquent à la gare de Bruxelles-Luxembourg | Nombre de passagers qui embarquent à la gare de Bruxelles-Luxembourg | Nombre de passagers qui embarquent à la gare de Bruxelles-Luxembourg |
|                                                                      | Semaine                                                              | Samedi                                                               | Dimanche                                                             |
| -------------------------------------------------------------------- | -------------------------------------------------------------------- | -------------------------------------------------------------------- | -------------------------------------------------------------------- |
| 1977                                                                 | 10 000                                                               | 2 385                                                                | 1 930                                                                |
| 1978                                                                 | 10 000                                                               | 250                                                                  | 2 688                                                                |
| 1979                                                                 | 9 618                                                                | 2 200                                                                | 954                                                                  |
| 1980                                                                 | 9 600                                                                | 2 200                                                                | 1 347                                                                |
| 1981                                                                 | 9 559                                                                | 2 135                                                                | 1 574                                                                |
| 1982                                                                 | 8 467                                                                | 1 689                                                                | 1 558                                                                |
| 1983                                                                 | 8 588                                                                | 1 747                                                                | 1 066                                                                |
| 1984                                                                 | 11 854                                                               | 1 344                                                                | 1 140                                                                |
| 1985                                                                 | 9 667                                                                | 1 702                                                                | 1 180                                                                |
| 1986                                                                 | 6 522                                                                | 983                                                                  | 1 044                                                                |
| 1987                                                                 | 5 560                                                                | 1 026                                                                | 1 283                                                                |
| 1988                                                                 | 7 788                                                                | 686                                                                  | 1 287                                                                |
| 1989                                                                 | 6 720                                                                | 1 541                                                                | 1 319                                                                |
| 1990                                                                 | 6 192                                                                | 868                                                                  | 718                                                                  |
| 1991                                                                 | 9 422                                                                | 1 335                                                                | 1 284                                                                |
| 1992                                                                 | 7 133                                                                | 1 330                                                                | 1 403                                                                |
| 1993                                                                 | 6 157                                                                | 1 238                                                                | 1 032                                                                |
| 1994                                                                 | 7 087                                                                | 1 218                                                                | 1 182                                                                |
| 1995                                                                 | 6 599                                                                | 1 225                                                                | 1 090                                                                |
| 1996                                                                 | 6 448                                                                | 1 222                                                                | 1 463                                                                |
| 1997                                                                 | 6 187                                                                | 1 093                                                                | 948                                                                  |
| 1998                                                                 | 6 180                                                                | 1 306                                                                | 1 156                                                                |
| 1999                                                                 | 6 514                                                                | 1 668                                                                | 1 116                                                                |
| 2000                                                                 | 7 470                                                                | 1 419                                                                | 1 134                                                                |
| 2001                                                                 | 6 386                                                                | 1 770                                                                | 1 274                                                                |
| 2002                                                                 | 6 033                                                                | 1 353                                                                | 1 167                                                                |
| 2003                                                                 | 6 102                                                                | 1 456                                                                | 1 214                                                                |
| 2004                                                                 | 6 121                                                                | 1 510                                                                | 1 306                                                                |
| 2005                                                                 | 6 490                                                                | 1 702                                                                | 1 390                                                                |
| 2006                                                                 | 6 294                                                                | 1 885                                                                | 2 020                                                                |
| 2007                                                                 | 6 825                                                                | 2 436                                                                | 1 866                                                                |
| 2008                                                                 | -                                                                    | -                                                                    | -                                                                    |
| 2009                                                                 | 5 160                                                                | 1 100                                                                | 1 038                                                                |
| 2010                                                                 | -                                                                    | -                                                                    | -                                                                    |
| 2011                                                                 | -                                                                    | -                                                                    | -                                                                    |
| 2012                                                                 | 5 734                                                                | 1 327                                                                | 1 288                                                                |
| 2013                                                                 | 6 163                                                                | 1 346                                                                | 1 255                                                                |
| 2014                                                                 | 6 942                                                                | 1 346                                                                | 1 344                                                                |
| 2015                                                                 | 7 109                                                                | 1 408                                                                | 1 324                                                                |
| 2016                                                                 | 6 783                                                                | 1 207                                                                | 1 197                                                                |
| 2017                                                                 | 9 113                                                                | 2 009                                                                | 1 601                                                                |
| 2018                                                                 | 8 784                                                                | 2 274                                                                | 1 790                                                                |
| 2019                                                                 | 8 743                                                                | 2 405                                                                | 1 996                                                                |
| 2020                                                                 | 4 529                                                                | 1 454                                                                | 1 194                                                                |
| 2021                                                                 | -                                                                    | -                                                                    | -                                                                    |
| 2022                                                                 | 7 113                                                                | 2 686                                                                | 2 111                                                                |
| 2023                                                                 | 6 923                                                                | 1 988                                                                | 1 693                                                                |
| 2024                                                                 | 8 273                                                                | 2 788                                                                | 2 283                                                                |

## Dénominations de la gare
Dénommée « station du Luxembourg » lors de sa création en 1854, elle porte également le nom de « station du Quartier Léopold » en 2009[réf. nécessaire]. Suivant les sources on lui trouve plusieurs appellations au fil des années : en 1948 : « station du Quartier Léopold » et plus tard « Bruxelles - QL ». Le 28 mai 2000, elle perd officiellement l'appellation « Bruxelles Quartier Léopold » pour devenir « Bruxelles-Luxembourg »,.

## Patrimoine ferroviaire
L'ancien bâtiment voyageurs du XIXe siècle se dresse, cerné par les immeubles de style postmoderne de l'Espace Léopold, siège du Parlement européen à Bruxelles, sur la place du Luxembourg, dans l'axe de la rue du Luxembourg dont il clôt la perspective, dans le quartier que l'on appelle le Quartier Léopold. Construit par Gustave Saintenoy, il présente vers la place du Luxembourg une façade de style éclectique, entièrement réalisée en pierre bleue, et présentant une composition symétrique de cinq travées.
Le rez-de-chaussée, à bossages plats à refends, est percé de cinq grandes portes-fenêtres surmontées chacune par un arc en plein cintre. Séparé du rez-de-chaussée par un puissant cordon de pierre, le premier étage est rythmé par six pilastres à rudentures et chapiteaux de style éclectique. Entre ces pilastres prennent place cinq baies rectangulaires dont trois portes-fenêtres précédées d'un balcon à balustrade en pierre bleue. Chaque baie possède un encadrement mouluré dont le linteau est orné d'une clé d'arc en forte saillie. Cet encadrement s'inscrit entre de fins pilastres portant un arc cintré mouluré au tympan percé d'un oculus (voir photo ci-contre).
La façade est couronnée par un fort entablement à frise de denticules soutenu par des corbeaux à triglyphe, qui supporte un fronton cintré flanqué de deux balustrades. Ce fronton, flanqué de pilastres à pointe-de-diamant et de volutes, porte une horloge murale supportée par une console à motif de gouttes et surmontée par une clé à feuilles d'acanthe et pointe-de-diamant d'où sortent deux guirlandes de fleurs en pierre.

Détails de l'architecture
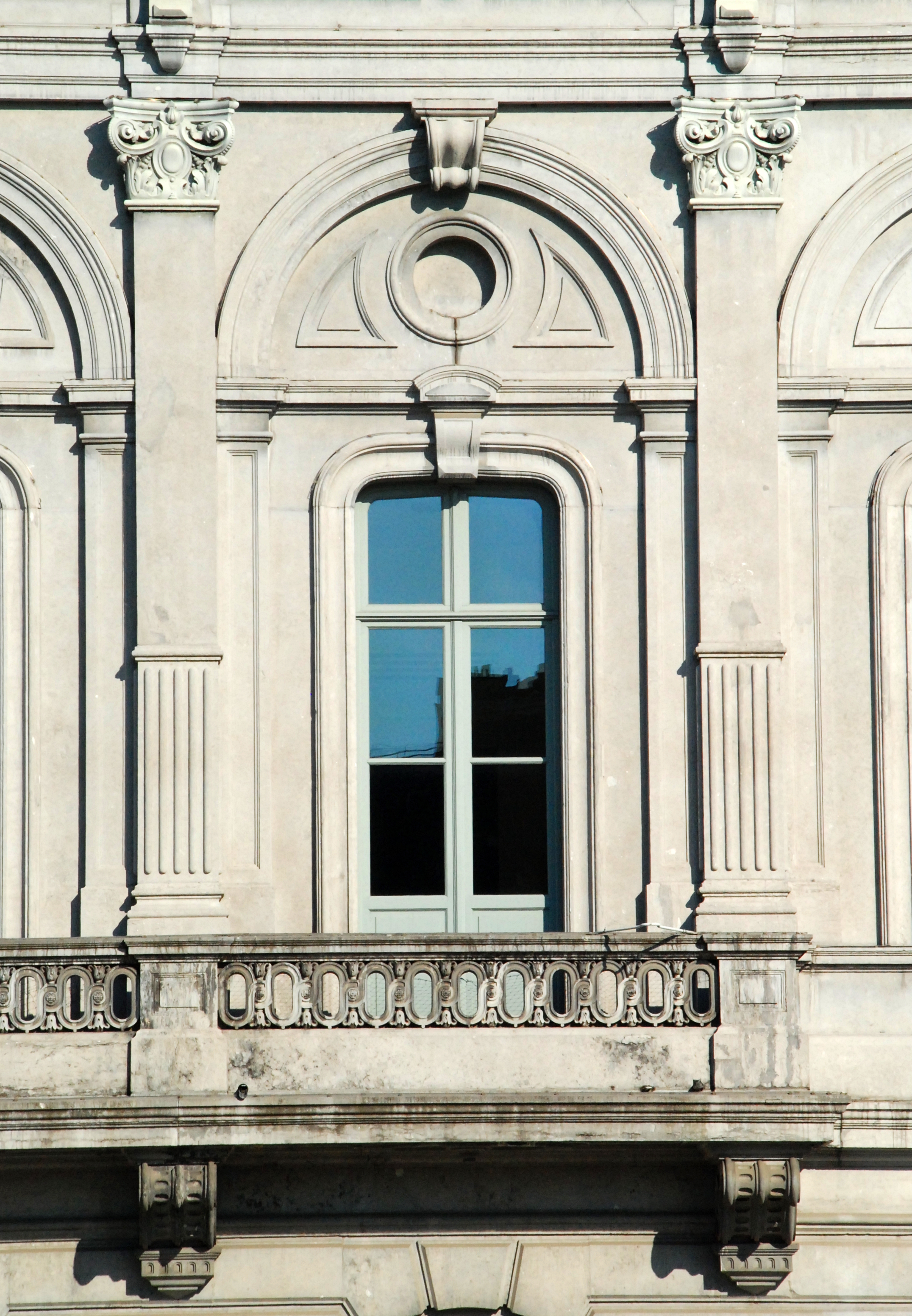
Baie.
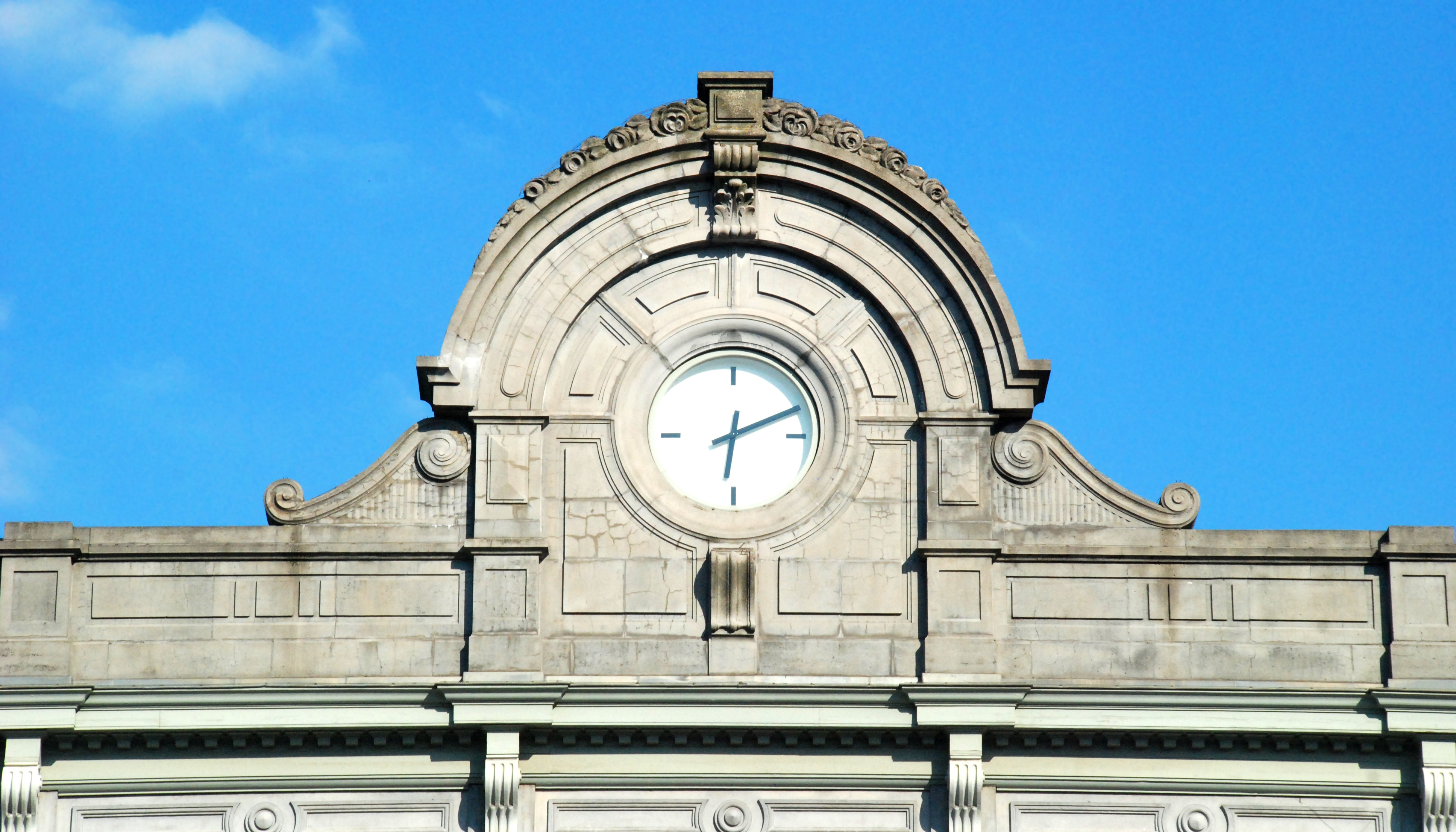
Fronton.
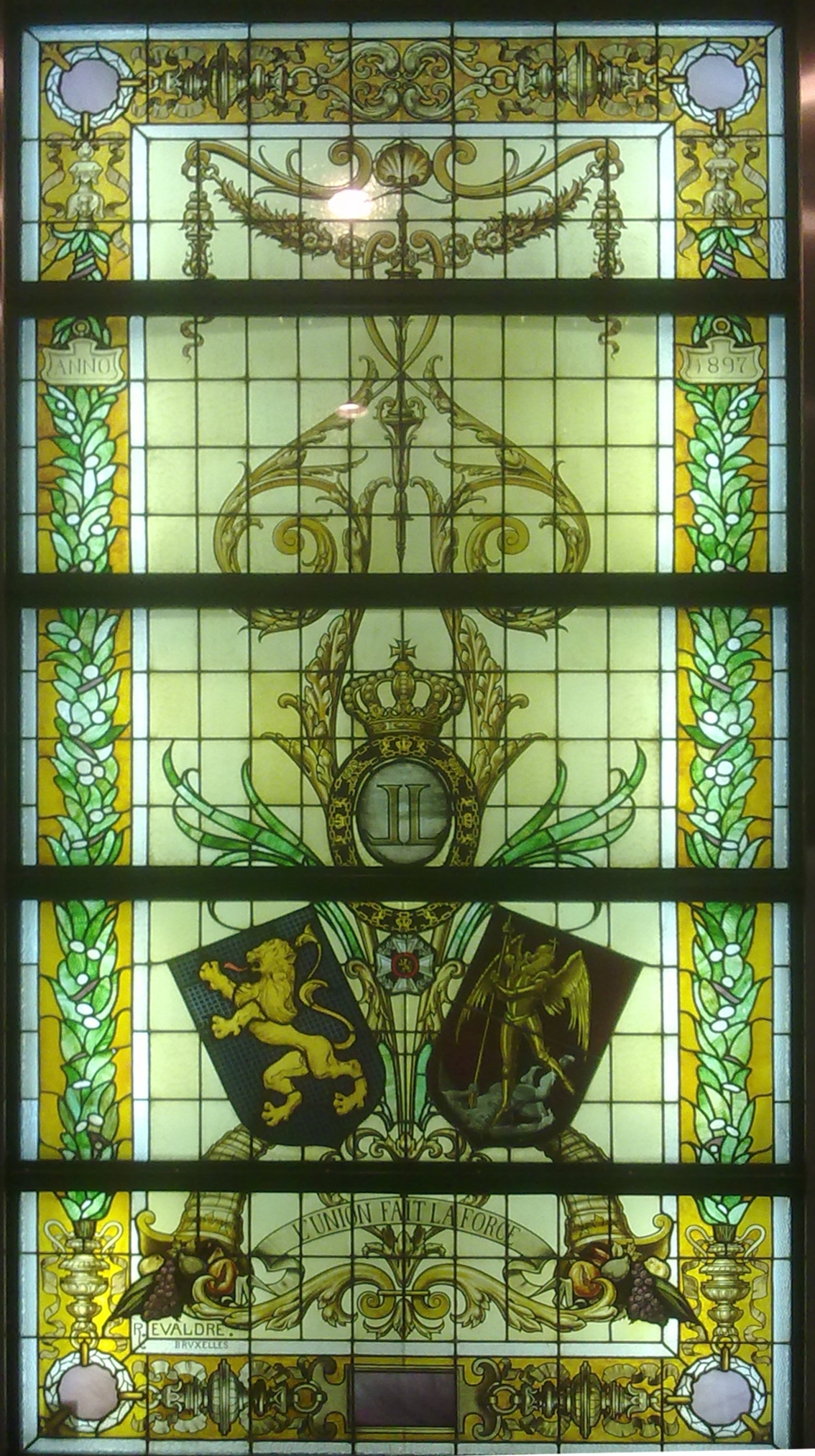
Vitrail.